# ATS 2
ATS 2 (Applications Technology Satellite 2) fue un satélite artificial estadounidense dedicado a probar nuevas tecnologías. Fue lanzado el 6 de abril de 1967 y puesto en una órbita incorrecta debido a un fallo del cohete lanzador. Aunque el satélite era funcional, fue desactivado tras seis meses en el espacio debido a que la cantidad de datos que se podían recibir del satélite era muy limitada.
Tenía una estructura de aluminio recubierta de células solares que proporcionaban 125 vatios de potencia. Llevaba baterías de níquel-cadmio con una capacidad de 12 amperios-hora y un sistema de estabilización por gradiente gravitatorio.
La carga útil incluía detectores experimentos meteorológicos y un experimento de comunicaciones en banda C.